# La Bridoire
La Bridoire is een gemeente in het Franse departement Savoie (regio Auvergne-Rhône-Alpes). De plaats maakt deel uit van het arrondissement Chambéry. La Bridoire telde op 1 januari 2022 1.206 inwoners.

## Geografie
De oppervlakte van La Bridoire bedroeg op 1 januari 2022 6,18 vierkante kilometer; de bevolkingsdichtheid was toen 195,1 inwoners per km².

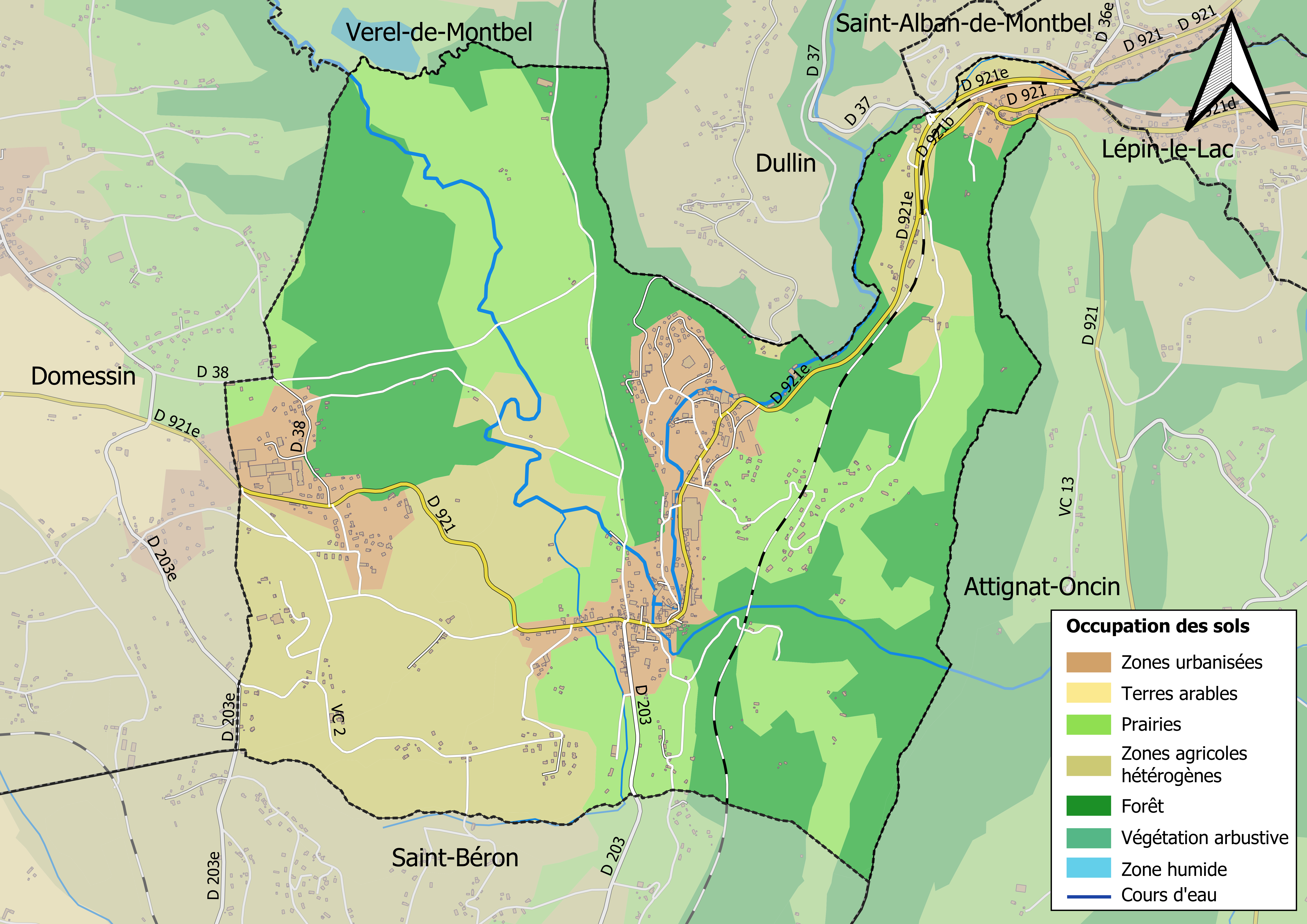
Kaart van de gemeente met de belangrijkste infrastructuur, bodemgebruik en omliggende gemeenten

## Demografie
Onderstaande figuur toont het verloop van het inwonertal (bron: INSEE-tellingen).

## Afbeeldingen

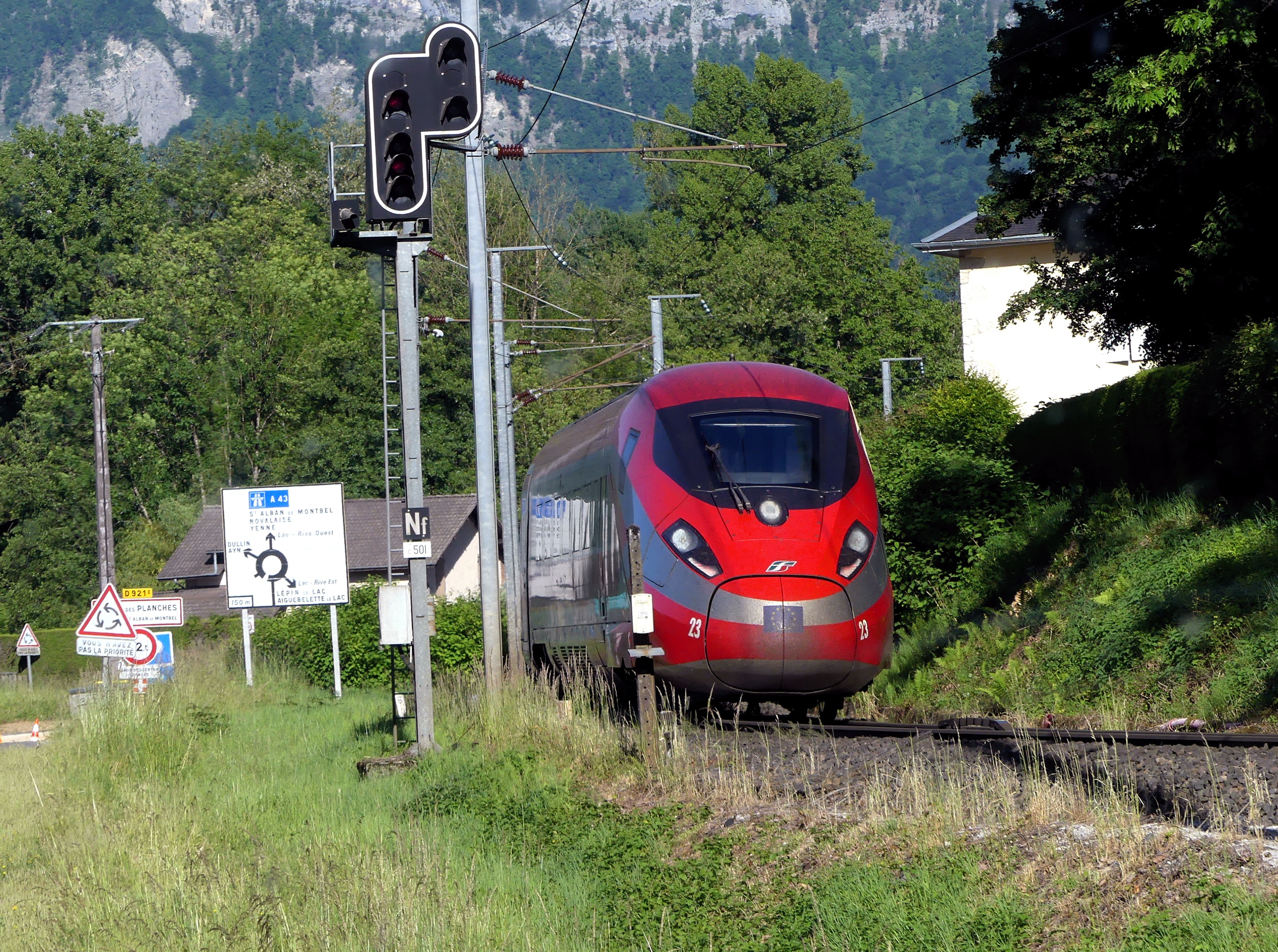
Frecciarossa van Parijs naar Milaan
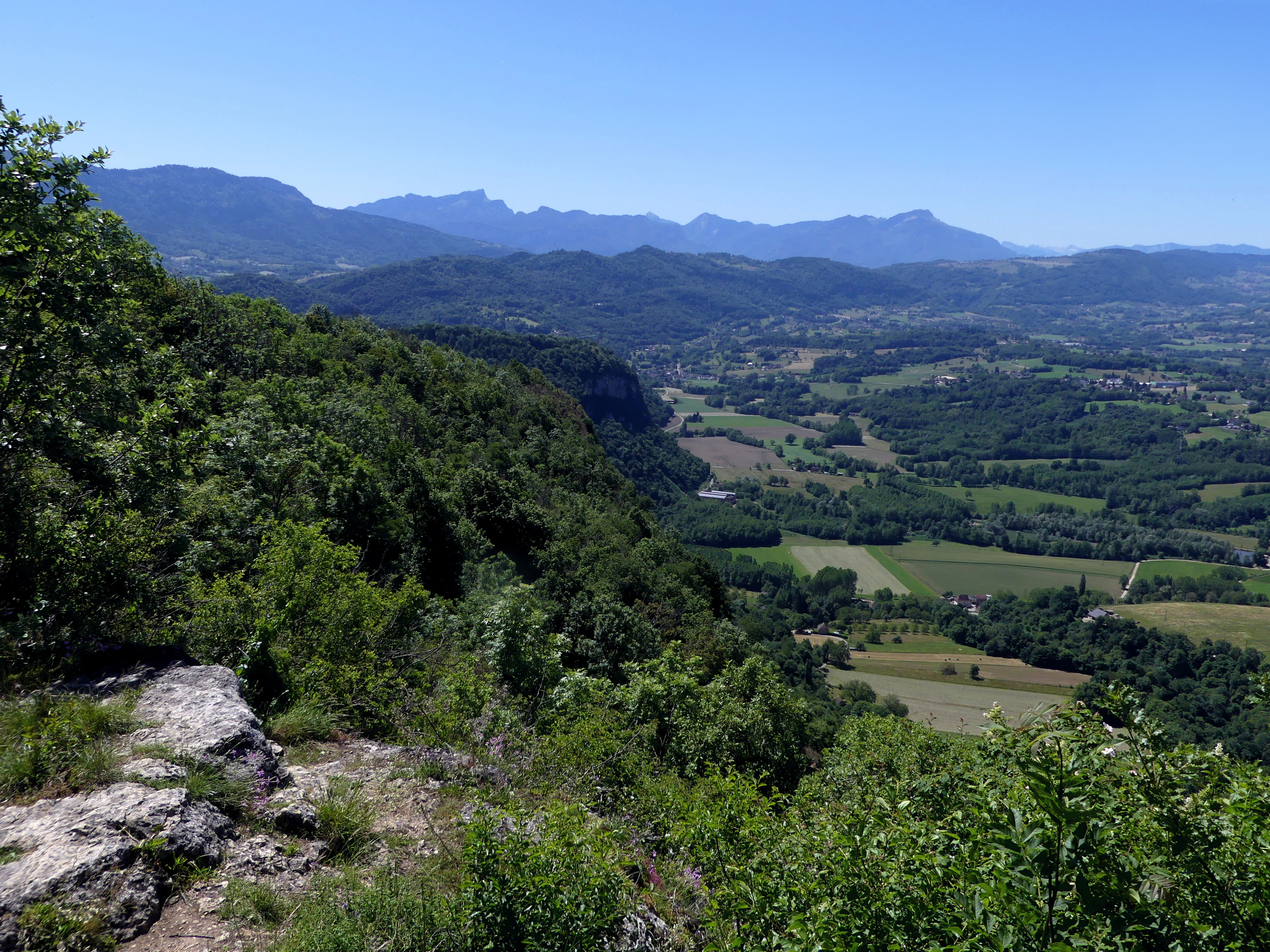
Landschap bij La Bridoire (in het midden van de foto)